# 한국이 싫어서 (영화)
"한국이 싫어서"(영어: Because I Hate Korea)는 2023년 제작된 대한민국의 드라마 영화이다. 장건재가 감독과 각본을 맡았으며, 장강명의 동명 소설이 영화의 원작이다. 제28회(2023년) 부산국제영화제 개막작이다.

## 등장 인물

### 주연
- 고아성 : 계나 역
- 주종혁 : 재인 역
- 김우겸 : 지명 역
- 김뜻돌 : 미나 역

### 조연
- 이현송
- 에이몬드 : 형서 역
- 이상희 : 계나 부 역
- 오민애 : 계나 모 역
- 박승현 : 박경윤 역
- 김지영 : 김태은 역
- 박성일 : 차상우 역
- Morgan OEY : 리키 역
- Trae TE WIKI : 엘리 역
- Euan PARK : 하준 역

## 기타
- 한국이 싫어서라는 제목은, 2010년대 유행한 자조성 밈이었던 탈조선에서 기인했다. 다만 원작소설 제목은 해외 이주 후, 한국이 싫어서 한국을 떠나도 낙원은 없다는 의미를 담고 있다.